# Mariamna (hija de Herodes Agripa I)
Mariamna (nacida entre los años 34-35 y fallecida después del año 65) fue la segunda hija del rey Herodes Agripa I de Judea y su esposa Cipros.

## Biografía
Era la hija menor de Herodes Agripa y su esposa, Cipros o Kypros III. Fue prometida por su padre a Cayo Julio Arquelao Antíoco Epífanes, primer hijo del rey Antíoco IV de Comagene, pero su matrimonio no se llevó a efecto hasta la muerte de su padre. En ese momento contaba con 10 años. Su hermano, Agripa II hizo efectivo el casamiento en el momento en que fue proclamado tetrarca en torno a los años 49-50. De este matrimonio nació una hija, de nombre Berenice. En el año 65 se divorció para casarse con Demetrio, un noble judío, y trasladarse a Alejandría. De este matrimonio nació un hijo, Agripino.